# Kwadrygat
Kwadrygat (łac. quadrīgātŭs) – pierwsza rzymska moneta srebrna z czasów republiki emitowana w III wieku p.n.e.
Kwadrygat był monetą średniej wielkości (ok. 23 mm) o wadze 6,82 g (6 skrupułów). Nazwa pochodzi od przedstawionej na rewersie kwadrygi powożonej przez Jupitera lub (później) przez Wiktorię, z towarzyszącym temu wyobrażeniu napisem ROMA. Na stronie licowej (awersie) nosił charakterystyczny wizerunek boga Janusa (Janus bifrons – „dwuobliczny”) ; obecnie uważa się, iż jest to wyobrażenie  młodych Dioskurów (Kastora i Polluksa).
Wagą odpowiadał didrachmie używanej w miastach południowej Italii. Dlatego przypuszcza się, że wprowadzono go specjalnie dla handlu południowoitalskiego. Jego połowę stanowił wprowadzony nieco później wiktoriat równy drachmie.
Według aktualnej wiedzy bity był dość krótko, w latach ok. 241-235 p.n.e. i należy w nim widzieć poprzednik standardowego denara republikańskiego.